# Лиса, заяц и петух (мультфильм)
«Лиса, заяц и петух» — советский мультфильм 1942 года. По мотивам одноимённой русской народной сказки.

## Сюжет
О том, как Лиса выгнала зайца из лубяной избушки, а добрый петушок ему помог.

## Съёмочная группа
| режиссёр                              | Ольга Ходатаева                                                                          |
| сценаристы                            | Е. Благинина, О. Улицкая                                                                 |
| художник-постановщик                  | Пётр Носов                                                                               |
| ассистент                             | Н. Привалова                                                                             |
| Художники мультипликаторы (аниматоры) | Роман Давыдов, Елена Хлудова, М. Семенова, Лев Жданов, А. Фомина, И. Иртенев, Л. Сергеев |
| оператор                              | Николай Воинов                                                                           |
| композитор                            | Юрий Бирюков                                                                             |
| звукорежиссёры                        | Н. Бертран, С. Ренский                                                                   |
| звукомонтажница                       | А. Фирсова                                                                               |
| технические ассистенты                | Е. Амальрик, Е. Петрова                                                                  |